# Wacław Łopaciński
Wacław Łopaciński z Łopacina herbu Lubicz, nazywany także Bazylem (ur. 1530 - zm. ok. 1595) – poseł do Moskwy w 1579.
Dworzanin, w 1579 poseł królewski Stefana Batorego do cara Iwana Groźnego. Zawiózł do Moskwy akt wypowiedzenia wojny Księstwu Moskiewskiemu datowany na 26 czerwca 1579 i został uwięziony przez cara. 
W latach 1581-84 instygator Wielkiego Księstwa Litewskiego. Dokumentem z 17 kwietnia 1581 wykonanym przez Wacława Łopacińskiego na zlecenie króla Batorego został nadany status miasta Nowemu Dworowi.
Założyciel gałęzi mścisławskiej Łopacińskich.